# Jean-François de La Guiche
Pour les autres membres de la famille, voir Maison de La Guiche.
Jean-François de La Guiche, seigneur de Saint-Géran, comte de La Palice, né vers 1569, mort le 2 décembre 1632, est un militaire français des XVIe et XVIIe siècles.

## Biographie
Fils de Claude de La Guiche († 1592), seigneur de Saint-Geran et de Suzanne d'Isserpent, ou « des Serpents » († après le 26 avril 1628), dame de Chitain, Jean-François de La Guiche fait ses premières armes sous le maréchal d'Aumont, en 1588, et se signale en diverses occasions sous Henri IV. Il participe en février 1589 au siège d'Orléans et en 1590 à la bataille d'Ivry. Il est blessé aux sièges de Paris (1588) et de Rouen (1591). Il devient ensuite fait Guidon de la compagnie des chevau-légers du roi, puis mestre de camp de vingt compagnies.
Il a la charge de maréchal de camp au siège d'Amiens, en 1597, au cours duquel il est blessé et a quatre chevaux tués sous lui.
Lieutenant de la garde du dauphin (1605-1610), puis sous-lieutenant des Gendarmes de la Garde à compter du 11 juillet 1611, il en devient capitaine-lieutenant et commandant effectif le 13 mars 1615, charge qu'il conserve le reste de sa vie.
En 1619, le maréchal de Saint-Géran est nommé, comme son oncle Philibert de La Guiche l'a été avant lui, gouverneur, sénéchal et lieutenant-général du Bourbonnais, gouverneur de Moulins et de Chantelle. Louis XIII l'élève, le 24 août, à la dignité de maréchal de France et le reçoit, le 31 décembre, chevalier du Saint-Esprit.
Il a beaucoup de part aux affaires de son temps, et commande les armées du roi aux sièges de Clérac, de Montauban, de Saint-Antonin et de Montpellier, en 1621 et 1622.
Il meurt en son château de La Palice, en Bourbonnais, le 2 décembre 1632, âgé de soixante-trois ans, « après une maladie de quarante cinq jours ». Son corps est enterré dans la paroisse de Saint-Géran, qu'il a eu soin de rebâtir. Il a testé le 24 novembre précédent au même lieu et laissait cent mille livres de rentes en fonds de terre et pour cinquante mille écus de meubles à partager, outre les autres biens, entre le comte de la Palice, la marquise de Bouillé, deux filles de sept à huit ans et sa veuve.

## Jugement de ses contemporains
Tallemant des Réaux, dans ses Historiettes, dressa un portrait peu flatteur du maréchal de Saint-Géran :

« Le Maréchal de Saint-Géran
et sa fille.
Le maréchal de Saint-Geran étoit de la maison de La Guiche. Il fut fait maréchal de France pour l'empêcher de criailler quand on fit M. de Luynes connétable ; car il étoit de ces gens qui prétendent beaucoup, quoiqu'ils méritent fort peu : c'étoit un gros homme. On conte de lui qu'une dame, qu'il avoit aimée fort longtemps, lui dit qu'il étoit trop pourceau pour être aimé, et que, sus là, il étoit devenu maigre à force de boire du vinaigre et de s'échauffer le sang; qu'après, il eut de cette dame ce qu'il voulut ; mais que, pour se venger d'une si grande rigueur, et se récompenser de la graisse qu'il avoit perdue, il l'avoit conté à tout le monde. Madame de Rambouillet dit qu'elle croit que c'est un conte et qu'elle ne l'a jamais vu que gros et gras.
Il fut marié deux fois : il eut une fille de son premier mariage, qui étoit admirablement belle; il la maria, dès douze ans, à un gentilhomme de qualité du Bourbonnois, nommé M. de Chazeron. Je pense qu'on l'envoya se promener en Italie, à cause que sa femme étoit trop jeune; aussi, là, il gagna une si belle v...., qu'il en tomba par morceaux : il donna ce mal à sa femme qui n'en put jamais bien guérir. Comme elle étoit veuve, son père lui donnoit le fouet comme on le donne à un enfant, et la traitoit fort tyranniquement.[...]
En secondes noces, il épousa la veuve d'un M. de Sainte-Marie, qui avoit été assez bien avec Henri IV. Cette femme avoit une fille que le maréchal fit épouser au comte de Saint-Geran, son fils ; après il mourut, et en mourant il disoit à cause du maréchal de Marillac et de M. de Montmorency : « On ne me reconnoîtra pas en l'autre monde, car il y a longtemps qu'il n'y est allé de maréchal de France avec sa tête sur ses épaules. »[...] »

## Unions et descendance
Jean-François de La Guiche épousa en 1595 Anne de Tournon ( † 1614), dame de La Palice, fille de Just III ( † 1571), baron de Tournon et d'Aliénor de Chabannes ( † 1595), dame de La Palice et de Jaligny. Ensemble, ils eurent :
- Marie-Gabrielle (vers 1596 - Paris † 29 mars 1632 - Paris), dame d'honneur (1628-1629) d'Anne d'Autriche (1601-1666), mariée en 1614 avec Gabriel (1597 † 1626), seigneur de Chazeron, gouverneur du Bourbonnais, puis, le 12 juin 1627 avec Timoléon d'Epinay de Saint-Luc (1580 † 1644), comte d'Estelan, maréchal de France ;
- Claude Maximilien (vers 1603 † 31 janvier 1659 - Moulins (Allier)), comte de La Palice, seigneur de Saint-Géran, appelé, à titre de courtoisie, le titre de comte de Saint-Géran (ce titre ne reposait sur aucune lettre patente, mais son usage en fut accepté à la cour), gouverneur (6 mai 1633), mestre de camp du régiment de Saint-Géran cavalerie, sénéchal et maréchal du Bourbonnais, il eut à faire face à la révolte des Moulinois de juin 1640, pour des raisons fiscales : le 25 août, il fait pendre le chef de la sédition, Rivet, dans la cour du château de Moulins) ; marié en février 1619 avec Susanne de Longaulnay (née vers 1605), fille unique de Jean de Longaunay, seigneur d'Amigny, et de Suzanne aux Espaules, sa belle-mère, dont :
  - Bernard (15 août 1641 † 18 mars 1696 - Paris), comte de Saint-Géran et de La Palice, chevalier de l'Ordre du Saint-Esprit, lieutenant-général des armées du roi, ambassadeur à Florence, en Angleterre et Brandebourg. L'histoire de son enlèvement au moment de sa naissance l'an 1641, est singulière. Il fut depuis reconnu par son père et par sa mère : il eut cependant un grand procès à soutenir pour son état, qui fut jugé en sa faveur par arrêts du Parlement des 19 juillet 1663 et 5 juin 1666. Il se maria en mai 1667 avec Françoise de Warignies (1655 † 1733), dont :
    - Suzanne Madeleine (décembre 1688 - au château de Versailles † en 1743), carmélite ;
- Marie, Susanne et Louise, religieuses à Marcigny ;
- Jacqueline ( † janvier 1651), mariée en 1632 avec René, marquis de Bouillé ( † après 1632), dont postérité.

Veuf, le maréchal épousa, le 23 janvier 1619, au château de Sainte-Marie-du-Mont (Manche), Susanne Aux Epaules, dame de Sainte-Marie-du-Mont (secondes noces de l'épouse, contrat de mariage du 9 octobre 1618, passé au château de Sainte-Marie-du-Mont), dont il eut :
- Marie (1623 † 23 juillet 1710), mariée, le 8 février 1645 (contrat de mariage signé par Louis XIV, le 6 février 1645 au Palais-Royal), avec Charles Ier de Lévis (8 mai 1600 † 19 mai 1649 - Brive-la-Gaillarde), 4e duc de Ventadour, pair de France, administrateur du diocèse de Lodève, dont postérité ;
- Susanne, morte sans alliance en novembre 1647, âgée de 21 ans.

## Armoiries
| Figure              | Blasonnement                |
| Maison de La Guiche | De sinople au sautoir d'or. |

## Sources
- « Jean-François de La Guiche », dans Louis-Gabriel Michaud, Biographie universelle ancienne et moderne : histoire par ordre alphabétique de la vie publique et privée de tous les hommes avec la collaboration de plus de 300 savants et littérateurs français ou étrangers, 2e édition, 1843-1865 [détail de l’édition] ;
- Jean François de La Guiche  sur roglo.eu ;
- Louis Moréri, Le grand dictionaire historique : ou Le mélange curieux de l'histoire sacrée et profane, vol. 4, chez Brunel, 1740, 18e éd. (lire en ligne) ;
- Gédéon Tallemant des Réaux, Les Historiettes de Tallemant des Réaux : mémoires pour servir à l'histoire du XVIIe siècle, vol. 5, Levavasseur, 1834 (lire en ligne) ;
- Théophraste Renaudot, Recueil des gazettes, nouvelles ordinaires et extraordinaires, vol. 2, Bureau d'adresse, 1767 (lire en ligne) ;
- D. L. C. D. B., Dictionnaire généalogique, héraldique, chronologique et historique : contenant l'origine & l'état actuel des premières Maisons de France, des Maisons souveraines & principales de l'Europe..., chez Duchesne, Libraire, 1757, 648 p. (lire en ligne)